# Gare de Palm Springs
La gare de Palm Springs est une gare ferroviaire des États-Unis, située sur le territoire de Palm Springs dans l'État de Californie.

## Histoire
Elle est mise en service en 1997.

## Service des voyageurs

### Desserte
Elle est desservie par des liaisons longue-distance Amtrak :
- le Sunset Limited: Los Angeles - Orlando
- le Texas Eagle: Los Angeles - San Antonio - Chicago

Les deux trains sont combinés entre Los Angeles et San Antonio. Il y a trois services dans chaque sens par semaine.